# FairPlay
FairPlay（フェアプレー）は、QuickTimeマルチメディア技術に内蔵されiPod、iTunes、及びiTunes Storeによって使用されているこのデジタル著作権管理 (DRM : Digital Rights Management) 向けにAppleが名付けた名称である。iTunesと共にiTunes Storeから購入したそれぞれのファイルはFairPlayと同時にエンコードされている。また同社の携帯音楽プレーヤーであるiPodシリーズはこの方式のファイルをスムーズにシンクする。

## 「FairPlay」の仕様 (v2)
- パソコンでの再生：5台（コピーは無制限）
- 全く同じ内容の音楽CD作成：7枚
- iPodおよび対応携帯電話との同期：無制限
- 純正iアプリケーションでの利用：可
- ネットワークによる認証方式。解除、切り換えも可能。
- 複数アカウントの共存が可能。

## 仕組み
FairPlayは公平かつ単純なDRM技術である。FairPlayで保護されたファイルは、暗号化されたAACオーディオストリームを含む正規のMP4コンテナファイルである。このAACはAES暗号化とMD5ハッシュの組み合わせを使っており、AACの暗号化を解くために必要なマスターキーもMP4コンテナの中に暗号化されて含まれている。このマスターキーの暗号化を解くために必要とされる鍵は“ユーザキー”と呼ばれている。
iTunesでファイルを購入する際に、マスターキーを暗号化する為の新たなユーザキーがランダムに生成される。この生成されたキーはAppleのサーバにアカウント情報と共に保存され、生成したiTunesにも送られる。受け取ったiTunesはユーザキーを、暗号化したキーデータベースへ登録する。このデータベースを使えばiTunesはマスターキーの暗号化を解く際に必要となったユーザキーを手に入れ、暗号化を解いたマスターキーを使ってオーディオトラックを再生出来るのである。
別のコンピュータ上から既存のアカウントで認証する場合、iTunesはそのコンピュータのユニークな識別子をAppleのサーバへ送り、アカウント情報と共に登録されたユーザキーを受け取る。このことによって、同一のアカウントで認証していれば別のコンピュータ上でも購入した楽曲を再生するために必要な全てのユーザキーを保持することができ、かつ認証できるコンピュータの数をAppleのサーバによって制限することを確実にしている。
コンピュータの認証を解除する場合、iTunesはAppleのサーバにコンピュータの識別子を削除するようにリクエストし、それと同時にiTunesのキーデータベースからユーザキーを削除する。
iPodもiTunesと同様に暗号化したキーデータベースを持っている。iPodへFairPlayで保護された楽曲をコピーする際、iTunesはiPodのキーデータベースにユーザキーをコピーする。iPodはそのユーザキーを用いて保護されたAACオーディオストリームを再生するようになっている。
これらの暗号化処理はQuickTimeとiTunesで固く施されているように見える。そしてデータベース自身も暗号化されているため編集が出来ないのである。